# Вукања
Вукања је насеље у Србији у општини Алексинац у Нишавском округу. Према попису из 2022. било је 444 становника (према попису из 1991. било је 883 становника).

## Демографија
У насељу Вукања живи 594 пунолетна становника, а просечна старост становништва износи 45,9 година (44,3 код мушкараца и 47,5 код жена). У насељу има 199 домаћинстава, а просечан број чланова по домаћинству је 3,54.
Ово насеље је великим делом насељено Србима (према попису из 2002. године).

## Фотографије села
- Брда у околини села
- Жетва
- Панорама Вукање

|  |

| Демографија | Демографија | Демографија |
| Година      | Становника  | Становника  |
| ----------- | ----------- | ----------- |
| 1948.       | 1.131       |             |
| 1953.       | 1.172       |             |
| 1961.       | 1.143       |             |
| 1971.       | 1.071       |             |
| 1981.       | 1.038       |             |
| 1991.       | 883         | 837         |
| 2002.       | 705         | 780         |

| Етнички састав према попису из 2002.‍ | Етнички састав према попису из 2002.‍ | Етнички састав према попису из 2002.‍ | Етнички састав према попису из 2002.‍ | Етнички састав према попису из 2002.‍ |
| ------------------------------------ | ------------------------------------ | ------------------------------------ | ------------------------------------ | ------------------------------------ |
|                                      |                                      |                                      |                                      |                                      |
| Срби                                 | Срби                                 |                                      | 692                                  | 98,15%                               |
| Роми                                 | Роми                                 |                                      | 11                                   | 1,56%                                |
| непознато                            | непознато                            |                                      | 1                                    | 0,14%                                |

| Година пописа     | 1948. | 1953. | 1961. | 1971. | 1981. | 1991. | 2002. |
| ----------------- | ----- | ----- | ----- | ----- | ----- | ----- | ----- |
| Број домаћинстава | 214   | 226   | 237   | 248   | 235   | 224   | 199   |

| Број чланова      | 1  | 2  | 3  | 4  | 5  | 6  | 7  | 8 | 9 | 10 и више | Просек |
| ----------------- | -- | -- | -- | -- | -- | -- | -- | - | - | --------- | ------ |
| Број домаћинстава | 33 | 52 | 21 | 27 | 20 | 27 | 17 | 2 | 0 | 0         | 3,54   |

| Пол    | Укупно | Неожењен/Неудата | Ожењен/Удата | Удовац/Удовица | Разведен/Разведена | Непознато |
| ------ | ------ | ---------------- | ------------ | -------------- | ------------------ | --------- |
| Мушки  | 302    | 54               | 211          | 29             | 8                  | 0         |
| Женски | 302    | 23               | 214          | 60             | 4                  | 1         |
| УКУПНО | 604    | 77               | 425          | 89             | 12                 | 1         |

| Пол    | Укупно                    | Пољопривреда, лов и шумарство | Рибарство                            | Вађење руде и камена | Прерађивачка индустрија       |
| ------ | ------------------------- | ----------------------------- | ------------------------------------ | -------------------- | ----------------------------- |
| Мушки  | 188                       | 150                           | 0                                    | 1                    | 4                             |
| Женски | 136                       | 120                           | 0                                    | 0                    | 0                             |
| УКУПНО | 324                       | 270                           | 0                                    | 1                    | 4                             |
| Пол    | Производња и снабдевање   | Грађевинарство                | Трговина                             | Хотели и ресторани   | Саобраћај, складиштење и везе |
| Мушки  | 1                         | 1                             | 3                                    | 0                    | 4                             |
| Женски | 0                         | 0                             | 3                                    | 0                    | 0                             |
| УКУПНО | 1                         | 1                             | 6                                    | 0                    | 4                             |
| Пол    | Финансијско посредовање   | Некретнине                    | Државна управа и одбрана             | Образовање           | Здравствени и социјални рад   |
| Мушки  | 0                         | 0                             | 6                                    | 2                    | 6                             |
| Женски | 0                         | 1                             | 0                                    | 3                    | 8                             |
| УКУПНО | 0                         | 1                             | 6                                    | 5                    | 14                            |
| Пол    | Остале услужне активности | Приватна домаћинства          | Екстериторијалне организације и тела | Непознато            | Непознато                     |
| Мушки  | 0                         | 0                             | 0                                    | 10                   | 10                            |
| Женски | 0                         | 0                             | 0                                    | 1                    | 1                             |
| УКУПНО | 0                         | 0                             | 0                                    | 11                   | 11                            |